# Gaga Chromatica Ball
Gaga Chromatica Ball es el segundo especial de televisión y segunda película de concierto dirigida y producida por la cantante y compositora estadounidense Lady Gaga. El especial de televisión documenta la actuación de Gaga en el Dodger Stadium en Los Ángeles, California el 10 de septiembre de 2022 como parte de The Chromatica Ball (2022), que apoyó su sexto álbum de estudio, Chromatica (2020). La película de concierto se estrenó el 25 de mayo de 2024, a través de HBO y su servicio de streaming, Max. Gaga se asoció con la cadena 13 años antes para el estreno de su primera y única película de otro concierto hasta ese momento. 

## Antecedentes y producción
The Chromatica Ball comenzó inicialmente como una serie limitada de conciertos de seis días de duración en el verano de ese año, en apoyo del sexto álbum de estudio de Lady Gaga, Chromatica (2020).  Debido a la creciente preocupación por la pandemia de COVID-19, la gira limitada de conciertos se pospuso hasta el verano del próximo año, que de nuevo se pospuso hasta 2022.
Las nuevas fechas de la séptima gira de conciertos de Gaga como cabeza de cartel se programaron y anunciaron oficialmente en marzo de 2022 y comenzaron en Düsseldorf, Alemania. La gira de conciertos duró tres meses y concluyó el 17 de septiembre en Miami Gardens, Florida. Cada espectáculo dura aproximadamente dos horas y se divide en un preludio, cuatro actos, y un final, y cada uno va acompañado de un interludio dirigido por el colaborador de toda la vida de la artista Nick Knight.  La gira fue un éxito comercial y recibió elogios de la crítica. 
Gaga encargó la grabación de un proyecto desconocido para una actuación con entradas agotadas de su séptima gira de conciertos como cabeza de cartel, The Chromatica Ball, en septiembre de 2022, situada en el Dodger Stadium de Los Ángeles, California. En junio de 2023, la artista compartió un largo post en las redes sociales en el que confirmaba que el próximo proyecto era una película de concierto. Ella compartió que había estado trabajando en la película junto con varios otros proyectos, incluyendo la finalización de la filmación de Joker: Folie à Deux (2024), mientras que también pasaba tiempo a solas «sanando».  Gaga dirigió y produjo la película con Arthur Fogel y John Janick como productores ejecutivos. 

## Sinopsis

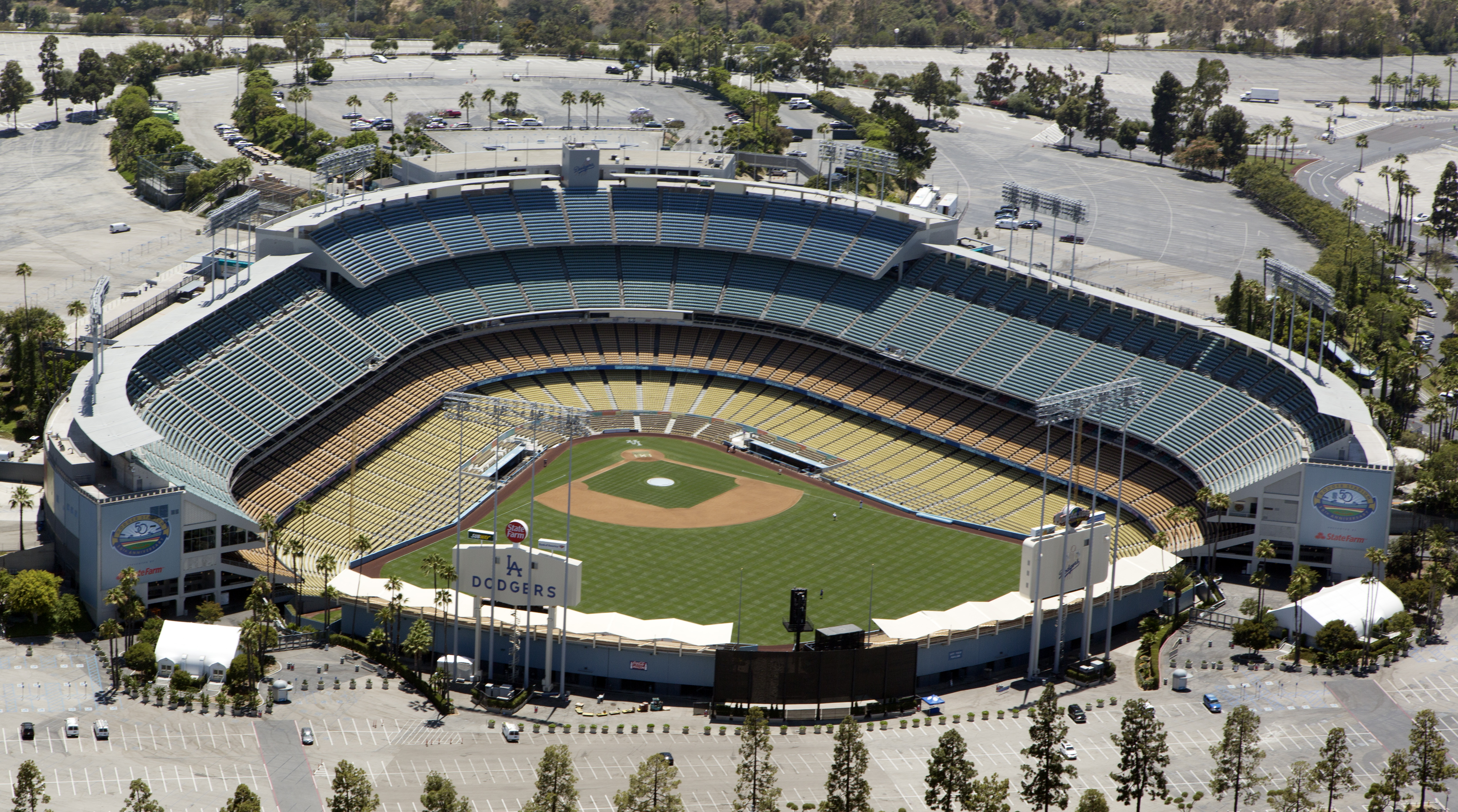
El espectáculo fue grabado en el Dodger Stadium de Los Angeles.

El especial incluye la totalidad del programa, incluidos los interludios. El espectáculo en sí, de aproximadamente 120 minutos de duración, se dividió en un preludio, cuatro actos y un final, cada uno acompañado de interludios dirigidos por Nick Knight. Representaba el viaje de Gaga desde el confinamiento hasta la liberación. El preludio presentaba a Gaga interpretando sus primeras canciones. Apareció encima de un decorado que recordaba a una losa gigante de hormigón cantando «Bad Romance», mientras permanecía inmóvil dentro de una prenda de cuero tipo sarcófago en la que sólo se le veía la cara, de la que se fue despojando gradualmente durante «Just Dance» y «Poker Face».
El primer acto comenzó con Gaga aparentemente cubierta de sangre, en una mesa de operaciones elevada para «Alice», seguida de «Replay» y «Monster» con una intensa coreografía. En el segundo acto se enfundó en un conjunto de dominatrix de vinilo para «911» y «Sour Candy», seguidas de «Telephone» con lanzallamas. «LoveGame» combinaba dance-pop con elementos de heavy metal. El tercer acto incluyó «Babylon» y «Free Woman», con transición a «Born This Way» al piano.
En el cuarto acto, Gaga lució un atuendo inspirado en los insectos mientras tocaba el piano en otro escenario y cantaba «Shallow», «Always Remember Us This Way», «The Edge of Glory», «Angel Down» y «Fun Tonight». «Enigma» contó con una actuación dinámica con un pie de micrófono giratorio. El final incluyó «Stupid Love» y «Rain on Me» con un body de cristal, seguido de un bis con «Hold My Hand» de Top Gun: Maverick (2022). El especial concluye con Gaga bromeando con el lanzamiento de nueva música mientras suena un fragmento desconocido y «LG7 Gaga returns» parpadea en la pantalla.

## Estreno
Gaga anunció la fecha de estreno del especial, el 8 de mayo de 2024, en sus redes sociales, junto a su tráiler, que presentaba principalmente «Stupid Love» el sencillo principal del disco. Se emitió en HBO y estará disponible en Max el 25 de mayo. 13 años antes, HBO había emitido la anterior película de concierto de Gaga, Lady Gaga Presents the Monster Ball Tour: At Madison Square Garden (2011), con la vicepresidenta ejecutiva de la cadena, Nina Rosenstein, compartiendo que estaban «encantados» de volver a trabajar con ella. El 23 de mayo de 2024, Gaga celebró una proyección de estreno para fans seleccionados en Los Ángeles. El evento incluyó exposiciones de trajes y accesorios de la gira, además de una sesión de preguntas y respuestas con la cantante.

## Recepción
En su artículo para The Daily Beast, Coleman Spilde elogió el especial, afirmando que «es un espectáculo estimulante de principio a fin» que muestra el perfeccionamiento de «las grandes y extravagantes ideas de Gaga». Spilde destacó las actuaciones de «Sour Candy» y «Replay» como «particularmente divertidas de ver» y elogió la capacidad de Gaga para hacer que sus éxitos más antiguos como «Just Dance» y «Poker Face» suenen «frescos» dentro del espectáculo. Michael Major de Music Times escribió que Gaga Chromatica Ball demuestra que Gaga «puede [sobresalir] en cualquier medio», y que el «emocionante» especial combina sus «galardonadas habilidades cinematográficas» con su capacidad interpretativa. Major añadió que las comparaciones con conciertos recientes de cantantes como Taylor Swift y Beyoncé eran «innecesarias».

## Enlaces Externos
- Gaga Chromatica Ball on HBO
- Gaga Chromatica Ball en Internet Movie Database (en inglés).
- Gaga Chromatica Ball Official Trailer en YouTube.

- Portal:Film. United States.

- Datos: Q125858197